# BMW N73

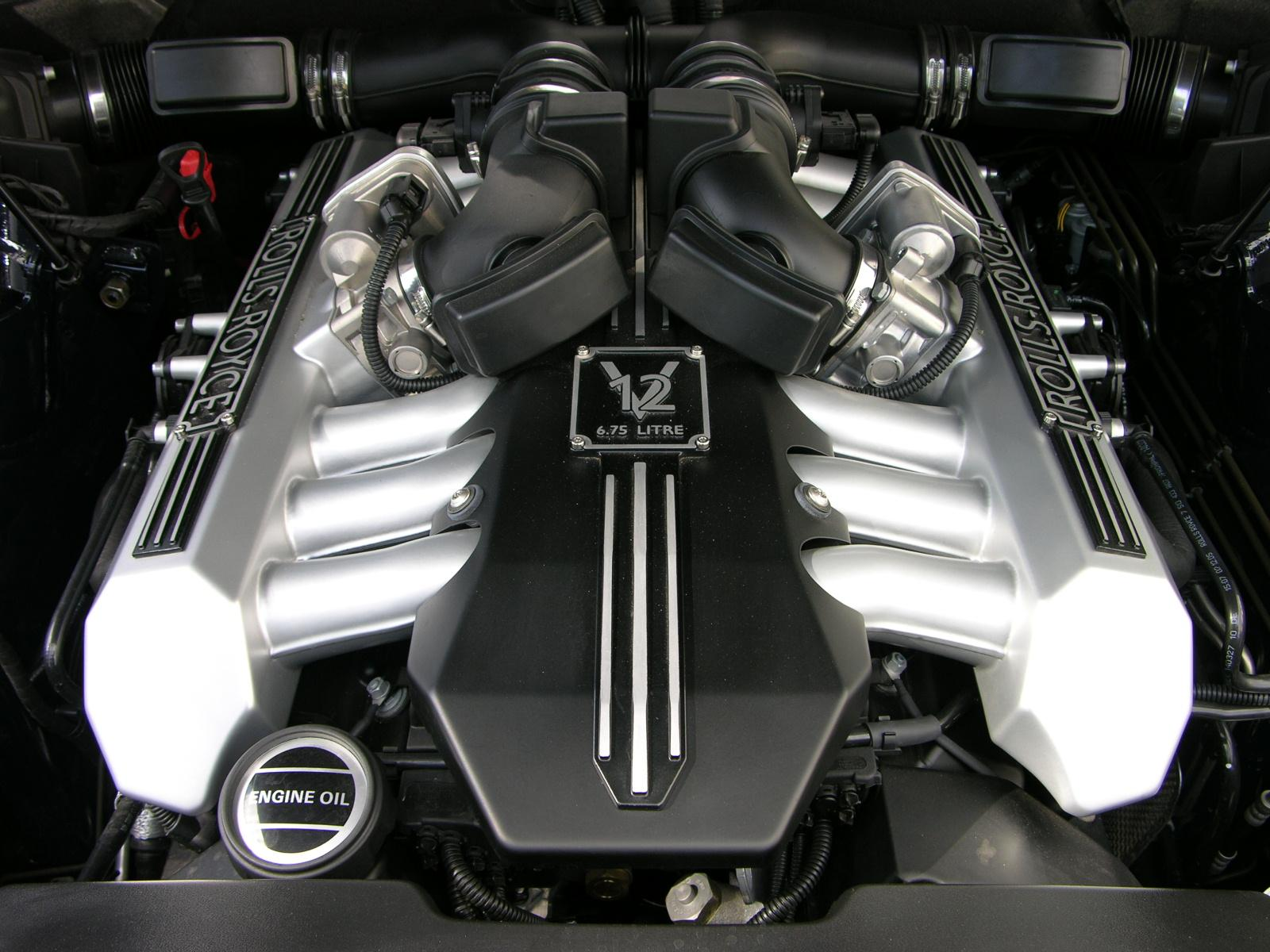
N73B68 в Rolls-Royce Phantom

BMW N73 — бензиновый двигатель внутреннего сгорания с прямым впрыском топлива (максимальное давление 120 бар) немецкого автоконцерна BMW, производство которого началось в 2003 году и закончилось в 2016 году.
Угол наклона блока цилиндров составляет 60°. Картер блока цилиндров изготовлен из алюминиево-кремниевого сплава, как и у BMW M73. Поршни сделаны из алюминия со стальным покрытием.
Двигатель BMW N73 оснащён четырьмя клапанами и полностью регулируемой системой газораспределения Valvetronic, что снижает расход топлива до 10%. Распределительный вал приводится в действие ремнём газораспределительного механизма.

## Технические характеристики
| Тип    | Объём             | Диаметр × Ход поршня | Масса  | Степень сжатия | Мощность при об/мин          | Крутящий момент при об/мин | Производитель | Годы производства |
| ------ | ----------------- | -------------------- | ------ | -------------- | ---------------------------- | -------------------------- | ------------- | ----------------- |
| N73B60 | 6,0 л (5972 см³)  | 89,0 × 80,0 мм       | 280 кг | 11,3 : 1       | 327 кВт (445 л. с.) при 6000 | 600 Н*м при 3950           | BMW           | 2003—2008         |
| N73B67 | 6,75 л (6749 см³) | 92,0 × 84,6 мм       |        | 11,0 : 1       | 338 кВт (460 л. с.) при 5350 | 720 Н*м при 3500           | Rolls Royce   | с 2003            |